# Lwówecki Batalion Obrony Terytorialnej
Lwówecki Batalion Obrony Terytorialnej – pododdział Wojsk Obrony Terytorialnej ludowego Wojska Polskiego z lat 1966–1974 w Lwówku Śląskim (Płakowicach).
Po 1959 roku uchwałą Komitetu Obrony Kraju w powiatach powstały oddziały i pododdziały  Obrony Terytorialnej Kraju, które rozpoczęły swoją działalność dopiero od 1963. 
Jednostka została zorganizowana w terminie do 1966 roku, w garnizonie Lwówek Śląski (Płakowice), batalion został rozformowany w 1974 r.

## Struktura organizacyjna
W ramach Wrocławskiego Pułku Obrony Terytorialnej w zespole Pałacowym w Płakowicach (obecnej dzielnicy Lwówka Śląskiego) utworzono dwie kompanie OTK, które wraz z kadrą zawodową liczyły około sześćdziesięciu żołnierzy.
Plutony Lwóweckiego Batalionu Obrony Terytorialnej:
- 1 pluton łączności (w razie działań wojennych przygotowany był do napraw łączności i sieci energetycznej),
- 2 pluton chemiczny (przeznaczony do usuwania skutków broni chemicznej i bakteriologicznej),
- 3. i 4 pluton saperów (do usuwania min i naprawiania zniszczeń wojennych, np. mostów)[1].

## Wyposażenie
Taborem samochodowym zajmował się dyżurny punktu kontroli technicznej pojazdów. W Płakowicach karty pojazdów znajdowały się u oficera dyżurnego. Samochody parkowane były na placu apelowym pod ochroną wartownika. Stan techniczny jednostki Lwóweckiego Batalionu Obrony Terytorialnej w Płakowicach:
- Od czterech do sześciu samochodów:
  - skrzyniowych,
  - transportowych (star),
  - operacyjnych (gaziki),
- od czterech do sześciu kuchni polowych;
- sanitarka (samochód Lublin)[2];

Zgodnie z rozporządzeniem Komitetu Obrony Kraju ciężki sprzęt oraz inne środki transportowe należące do przedsiębiorstw i nie tylko podlegały mobilizacji włącznie z obsługą, miały być dostarczane do miejsca ześrodkowania jednostek. Rejestracji i mobilizacji podlegały również niektóre typy motocykli należące do osób prywatnych.

## Żołnierze
W latach 60. i na początku lat 70. XX wieku do jednostek WOT powoływano większość synów rolników indywidualnych (odraczani jako jedyni żywiciele rodziny i uchylający się od obowiązkowej służby wojskowej). Dużą część żołnierzy stanowili również uczniowie OHP, którzy przez pierwsze trzy lata uczyli się zawodu, a pozostałe dwa (lub dłużej - żołnierze nadterminowi) służyli w wojsku. Powoływani byli również więźniowie, którzy mieli warunkowe zawieszenie kary w ramach resocjalizacji.
Żołnierze, którzy w jednostce wojskowej nie mieli żadnego wykształcenia, w zaledwie w pół roku kończyli szkołę podstawową. Wśród żołnierzy były też osoby z przeszłością kryminalną, dlatego 1 pluton łączności składał się z żołnierzy z minimum zawodowym wykształceniem.
Szkolenie żołnierzy odbywało się na placu apelowym w obrębie ulic Kasztanowej i Chabrowej oraz w okolicznych uliczkach Płakowic. W ramach treningów strzelano z pistoletów maszynowych PM-63 na strzelnicy zlokalizowanej za stacją kolejową w Płakowicach. Przebywający w jednostce żołnierze pracowali, angażowani byli przez dowództwo do wielu prac terenowych, werbowani byli do prac rolnych i porządkowych.
Przysięgi organizowane były głównie w dwóch miejscach: rynku w Lwówku Śląskim, lub na Wzgórzu Kombatantów.
Po odbyciu zasadniczej służby wojskowej żołnierz mógł zostać żołnierzem nadterminowym - zostawał na trzyletnim okresie próbnym na zawodowego żołnierza.  Żołnierze nadterminowi byli pomocnikami oficera dyżurnego, podoficerami na kompanii, czy dyżurnymi stołówki, dowódcami wart czy rozprowadzającymi (co dwie godziny rozprowadzający wartowników po posterunkach).

## Przepustki i dezercje
Przepustki oraz samowolne oddalanie się żołnierzy OTK w Płakowicach z miejsca zakwaterowania usankcjonowane było art. 338 kk. W rzeczywistości nieobecność do 48 godzin traktowano jako oddalenie się, nieobecność do 7 dni i w niektórych przypadkach powyżej 7 dni (do 10 ukrywane przez dowódców) traktowane było, jako dezercja. W takich przypadkach dowódca wraz z uzbrojonymi żołnierzami szukali uciekiniera w jego domu rodzinnym oraz miejscowości, z której pochodził. Zatrzymanie lub samodzielny powrót żołnierza kończył się karą dowódcy plutonu czy kompanii - zazwyczaj wynoszącą 7, 14 lub 21 dni aresztu. Jeśli dezercja powtórzyła się w okresie trzech miesięcy, dowódca jednostki miał prawo, a raczej obowiązek, zgłoszenia takiego przypadku żandarmerii wojskowej (sic?).
W OTK w Płakowicach miało miejsce kilka takich przypadków. Po wyjściu do pracy żołnierze oddalali się i nie wracali do jednostki. Na ogół było to ukrywane przez dowódców (nieobecności w soboty i niedziele). Według wytycznych regulaminów – od 70 do 75 procent stanu plutonu miało obowiązek pozostać w koszarach. W OTK w Płakowicach nie było stałych przepustek. Po służbie żołnierze mogli wychodzić codziennie poza koszary do godziny 22. Jednodniowych przepustek na ogół nie stosowano. Wyjątkami były przyjazdy rodziny w weekendy. W takim przypadku wystawiano zezwolenie na wyjście poza koszary do Lwówka Śląskiego z podaniem miejsca ewentualnego przebywania.

## Obiekty
- Pałac Płakowice

Główny budynek kompleksu wojskowego.
- Plac apelowy

W obrębie ulic Kasztanowej i Chabrowej wciąż znajduje się dawny, asfaltowy plac apelowy.
- Posterunki strażnicze

W OTK w Płakowicach rozmieszczono trzy posterunki strażnicze na narożnikach działki i jeden nocny na placu apelowym. Cykl wartowniczy był podzielony na trzy zmiany. Rozprowadzający warty nazwany był potocznie przez żołnierzy ciągnikiem, bo za sobą gęsiego prowadził (ciągnął) wartowników.
- Stołówka

Znajdujący się na dziedzińcu pałacowym budynek z napisem "Dyżurny gospodarczy" nad drzwiami prowadzącymi do obecnych pomieszczeń kuchennych mieścił pomieszczenia magazynowe i biura dyżurnego. W środku znajduje się obecnie wyremontowane wnętrze stołówki misji chrześcijan Baptystów. Dawniej była to wojskowa stołówka z wieloma ozdobnymi rysunkami stworzonymi przez uzdolnionych żołnierzy (m.in. różowa świnka w stroju kucharskim i tacą, a nad drzwiami do kuchni i okienkiem do wydawania posiłków gruby kucharz w mundurze, czepku kucharskim, i z wstęgą z napisem Smacznego).
- Ustępy

Tuż obok wejścia do pomieszczeń dyżurnego znajduje się napis "Do ustępów" wskazujący drogę do dawnych toalet.
- Strzelnica i stacja

Za stacją kolejową w Płakowicach znajdowała się niewielka (25-metrowa) strzelnica wojskowa. Strzelano tam z karabinka sportowego (kal. 5,6 mm), broni krótkiej służbowej (TT wzór 33, kaliber 7,62 mm).
Na polecenie dowódcy, żołnierze w dwa tygodnie dokonali rozebrania stacji kolejowej w Płakowicach, jedynie dlatego, że potrzebne były cegłówki do budowy domu jednego z oficerów. Doniesienia o tym jak zniknęła stacja w Płakowicach dotarły do dyrekcji PKP i pracownicy spółki przyjechali do kontroli. Zaproszono ich do jednostki, przekonano, że dawna stacja nie spełniała wymogów i postanowiono, że zostanie wybudowana nowa, jednakże nigdy to nie nastąpiło.
- Wzgórze kombatantów

Jedno z miejsc składania uroczystej przysięgi przez żołnierzy.

## Historia jednostki
Lwówecki Pułk Obrony Terytorialnej został skoszarowany w Płakowicach w Pałacu Płakowice i w przyległych zabudowaniach przypałacowych. Za zadanie miał obronę danego terenu przed agresorem, która miała stanowić zaplecze techniczne na wypadek III wojny światowej (jako jednostka w strukturach Układu Warszawskiego). W rzeczywistości służył do likwidacji klęsk żywiołowych na danym terenie oraz wykonywania prac na rzecz środowiska i mieszkańców okolicznych wsi.
Dzięki jednostkom OTK stacjonujących w Płakowicach wyremontowano m.in.: linię kolejową od Niwnic do zapory w Pilchowice (linia kolejowa nr 283) oraz od Pielgrzymki do Świeradowa Zdroju (Linia kolejowa nr 284), oświetlenie uliczne w centrum Lwówka Śląskiego, a także kanalizację ściekową i burzową na terenie miasta. Ponadto ułożono na nowo kostkę brukową począwszy od Baszty Bramy Lubańskiej aż do Dworca PKP (do przejazdu kolejowego) i ulicę Jeleniogórską (obecnie Jaśkiewicza).
W 1967 roku kompleks częściowo odrestaurowano. Przeprowadzony został remont dachu, tynków zewnętrznych, instalacji elektrycznej, a w latach 1972-74 wymiana więźby dachowej, części stropów i dobudowa ścianek działowych, jednak po ostatecznym opuszczeniu obiektu przez wojsko remont wstrzymano, a pałac zaczął znów popadać w ruinę. Z początkiem lat 70. zlikwidowano w Lwówku Śląskim Powiatowy Sztab Wojskowy (Lwówek Śląski Z-724 1967-1973 (j.a. 12); utworzono Wojskowe Komendy Uzupełnień w Bolesławcu i Jeleniej Górze), a wojsko z Płakowic rozlokowano po okolicznych jednostkach. Kadra wojskowa mieszkająca w bloku przy placu Wolności (nad restauracją Pod Czarnym Krukiem) otrzymała nowe przydziały, a jednostka OTK w Płakowicach oficjalnie przestała istnieć w 1974 r.

## Pozostałości
Śladami pozostałymi po dawnej jednostce wojskowej w Pałacu w Płakowicach z pewnością są ledwo już widoczne napisy na murach okolicznych budynków (m.in. "Do ustępów", "Dyżurny gospodarczy", "Do schronu"), a w obrębie ulic Kasztanowej i Chabrowej wciąż znajduje się dawny plac apelowy, na którym niegdyś ćwiczyli żołnierze. Symbolicznym pomnikiem poświęconym wojskom stacjonujących w pałacu jest obelisk, na którego płycie znajdowała się niegdyś tablica pamiątkowa z napisem upamiętniającym działania Jednostki Wojskowej 23-22 OTK w Płakowicach zlokalizowana w przypałacowych ogrodach, w pobliżu pomnika religijnego reformatora - Marcina Lutra. Analogicznie sytuacja ta powtarza się w przypadku obelisku, który znajdował się na bocznym nasypie (lewy nasyp) dawnej strzelnicy wojskowej w Płakowicach (koło przystanku kolejowego w Płakowicach). Tam również zamontowano tablicę dotyczącą historii jednostki, jednakże nie pozostał po niej żaden ślad.